# Одер, Керим
Керим Ибадулла оглы Одер (азерб. Kərim İbadulla oğlu Odər; 1901, Баку, Бакинская губерния, Российская империя — 19 ноября 1981, Анкара, Турция) — азербайджанский общественно-политический деятель, экономист, член парламента Азербайджанской Демократической Республики, публицист, III глава партии «Мусават», член азербайджанской эмиграции.

## Биография
Керим Одер родился в 1901 году в Баку. Его отец Ибадуллах Зейналзаде, а мать Агабаджи ханым. Керим закончил коммерческую школу в Баку. После провозглашения независимости Азербайджанской Демократической Республики он работает в Министерстве иностранных дел. После оккупации Азербайджана большевиками уезжает в Тифлис. Находясь здесь, завершает своё экономическое обоснование. После оккупации же Грузии большевиками он направляется в Батум. Отсюда с группой в 10-12 человек на лодке едет в Турцию и получает здесь убежище.
Во время пребывания в Турции, Керим Одер занимался торговлей, а после получения гражданства сдаёт экзамен на знание языка и работает в Османском банке. В этом банке Одер работает семь лет и возвышается до поста заместителя директора. Позже работает уже руководителем в Центральном банке. Дальше он работает в разных государственных структурах Турции, вплоть до Министерства торговли. С 1936 года Керим Одер получает образование в лингвистическом и историко-географическом факультете Анкарского университета. На высоком уровне знал русский и французский языки, а на среднем персидский, немецкий и английский. Керим Одер был главой собрания партии «Мусават». В 1976 году, после смерти главы Азербайджанского Национального Центра – Абдулвахаба Юрдсевера, Керим стал главой Центра. Он писал статьи в журнале «Азербайджан», который издавался Азербайджанским Национальным Центром, также является автором книг «Экономика Азербайджана», «Общественная безопасность Франции», «Азербайджан». Керим Одер скончался 19 ноября 1981 года в Анкаре.